# Stipa bromoides
Stipa bromoides là một loài thực vật có hoa trong họ Hòa thảo. Loài này được (L.) Dörfl. miêu tả khoa học đầu tiên năm 1897.